# Rick Astley
Richard Paul (Rick) Astley (Newton-le-Willows, 6 februari 1966) is een Engelse singer-songwriter, muzikant en radiopresentator. Hij is vooral bekend van zijn debuutsingle Never Gonna Give You Up uit 1987 die een nummer 1-hit werd in 25 landen, waaronder Nederland en België. Andere hits waren onder meer Whenever You Need Somebody, When I Fall In Love en Cry For Help. Astley is de enige mannelijke solo-artiest van wie zijn eerste 8 singles allemaal in de Top 10 van de UK Singles Chart stonden en in 1993 had hij ongeveer 40 miljoen platen wereldwijd verkocht.
Na zijn 'pensioen' van de muziekindustrie in 1993, maakte Astley een comeback in 2007 toen hij een internetfenomeen werd, omdat zijn videoclip voor "Never Gonna Give You Up" een deel werd van een populaire internetmeme bekend als "Rickrolling". Astley werd tot "Beste Act Ooit" gestemd door internetgebruikers bij de MTV Europe Music Awards 2008.

## Carrièrreverloop
Astley zong in een groep toen hij ontdekt werd door de Britse producent Pete Waterman, die hem overhaalde om bij PWL te komen werken. Bij Stock, Aitken & Waterman werkte Astley aanvankelijk als manusje-van-alles, maar tegelijkertijd werd hij klaargestoomd voor een loopbaan in de muziek.
Zijn eerste solosingle Never gonna give you up uit 1987 werd direct een nummer 1-hit in onder meer Groot-Brittannië, de Verenigde Staten en Nederland. Onder de 'paraplu' van Stock, Aitken & Waterman scoorde Astley eind jaren 80 de ene wereldhit na de andere.
Rond 1990 brak Astley met Stock, Aitken & Waterman. Hij scoorde in 1991 nog één grote hit met Cry for help.
In 2005 kwam er een album uit met de titel Portrait waarop hij veel evergreens uit het soulrepertoire vertolkt, waaronder Vincent, Nature Boy en Close To You.
In 2006 trekt hij zich op het laatste moment terug voor een optreden in de BBC-televisieserie Just the Two of Us, omdat zijn vriendin, Lene Bausager, een Oscarnominatie had ontvangen voor Best Live Action Short Film voor haar film Cashback. Door de ceremonie zou hij anders voor een belangrijk deel van de opnames verstek moeten laten gaan. 
Astley's nummer Never gonna give you up was in twintig jaar tijd nooit genomineerd, maar op 1 oktober 2008 maakte MTV bekend dat zijn nummer is genomineerd voor 'Best Act Ever' op de MTV Europe Music Awards. Dit kwam door de duizenden internetfans die voor hem gestemd hebben. Hij heeft met 95% van de stemmen ook de prijs voor 'Best Act Ever' gewonnen.
Op 7 november 2009 stond Rick Astley voor het eerst in 21 jaar op een podium in België en dat in het kader van I love the 80's - The party in de Ethias Arena in Hasselt. Op 18 september 2010 gaf hij eenmalig een concert in de Brabanthallen in Den Bosch tijdens A Night to Remember. In maart 2016 werd bekendgemaakt dat Astley opnieuw een plaat zou uitbrengen en werd de single Keep Singing gelanceerd. Op 13, 14 en 15 mei 2016 trad Astley als gastartiest op tijdens Toppers in Concert in de Amsterdam ArenA. Op 6 mei 2017 en op 22 september 2018 stond hij met zijn begeleidingsband in TivoliVredenburg in Utrecht.
In 2018 opende Astley samen met bierbrouwer Mikkel Borg Bjergso een biercafé in Shoreditch Londen. Een jaar later openden ze samen een brouwerij met een bar en een restaurant in Exmouth Market, ook in Londen.
In augustus 2022 werd als promostunt voor het Amerikaans verzekeringsbedrijf CSAA Insurance Group een remake gemaakt van de videoclip van Never Gonna Give You Up. 
In 2023 verzorgde Astley twee optredens op Glastonbury; een optreden met werk van The Smiths begeleid door Blossoms, en een met zijn eigen show. Verschillende recensenten bestempelde zijn optredens het hoogtepunt van het festival.

## Privé
Astley is getrouwd met de Deense filmproducent Lene Bausager. Het paar heeft een dochter.

## Discografie

### Albums
| Album met eventuele hitnotering(en) in de Nederlandse Album Top 100 | Datum van verschijnen | Datum van binnenkomst | Hoogste positie | Aantal weken | Opmerkingen |
| ------------------------------------------------------------------- | --------------------- | --------------------- | --------------- | ------------ | ----------- |
| Whenever You Need Somebody                                          | 1987                  | 28-11-1987            | 3               | 23           |             |
| Hold Me in Your Arms                                                | 1988                  | 10-12-1988            | 20              | 16           |             |
| Free                                                                | 1991                  | 02-03-1991            | 13              | 10           |             |
| 50                                                                  | 2016                  | 18-06-2016            | 65              | 1            |             |

| Album met hitnotering(en) in de Vlaamse Ultratop 200 albums | Datum van verschijnen | Datum van binnenkomst | Hoogste positie | Aantal weken | Opmerkingen |
| ----------------------------------------------------------- | --------------------- | --------------------- | --------------- | ------------ | ----------- |
| 50                                                          | 10-06-2016            | 18-06-2016            | 25              | 10           |             |
| Beautiful Life                                              | 2018                  | 21-07-2018            | 84              | 4            |             |

### Singles
| Single met eventuele hitnotering(en) in de Nederlandse Top 40 | Datum van verschijnen | Datum van binnenkomst | Hoogste positie | Aantal weken | Opmerkingen                                                                                                 |
| ------------------------------------------------------------- | --------------------- | --------------------- | --------------- | ------------ | --- |
| Never Gonna Give You Up                                       | 1987                  | 12-09-1987            | 1(4wk)          | 13           | bekend als internetgrap Rickroll / AVRO's Radio en TV-Tip Radio 3 / Nr. 1 in de Nationale Hitparade Top 100 |
| When You Gonna                                                | 1987                  | 17-10-1987            | 17              | 6            | met Lisa als Rick & Lisa / Nr. 17 in de Nationale Top 100                                                   |
| Whenever You Need Somebody                                    | 1987                  | 07-11-1987            | 2               | 9            | Nr. 2 in de Nationale Hitparade Top 100                                                                     |
| When I Fall in Love / My Arms Keep Missing You                | 1987                  | 19-12-1987            | 4               | 8            | Nr. 3 in de Nationale Hitparade Top 100                                                                     |
| Together Forever                                              | 1988                  | 05-03-1988            | 12              | 7            | Nr. 12 in de Nationale Hitparade Top 100                                                                    |
| She Wants to Dance with Me                                    | 1988                  | 01-10-1988            | 12              | 8            | Nr. 8 in de Nationale Hitparade Top 100                                                                     |
| Take Me to Your Heart                                         | 1988                  | 10-12-1988            | 13              | 7            | Nr. 11 in de Nationale Hitparade Top 100                                                                    |
| Hold Me in Your Arms                                          | 1989                  | 18-02-1989            | 27              | 4            | Nr. 35 in de Nationale Hitparade Top 100                                                                    |
| Cry for Help                                                  | 1991                  | 02-02-1991            | 11              | 9            | Nr. 11 in de Nationale Top 100                                                                              |
| Move Right Out                                                | 1991                  | 20-04-1991            | tip9            | -            | Nr. 66 in de Nationale Top 100                                                                              |
| The Ones You Love                                             | 1993                  | 28-08-1993            | tip12           | -            | |

| Single met hitnotering(en) in de Vlaamse Ultratop 50 | Datum van verschijnen | Datum van binnenkomst | Hoogste positie | Aantal weken | Opmerkingen     |
| ---------------------------------------------------- | --------------------- | --------------------- | --------------- | ------------ | --------------- |
| Never Gonna Give You Up                              | 27-07-1987            | 19-09-1987            | 1(4wk)          | 13           |                 |
| When You Gonna                                       | 1987                  | 24-10-1987            | 20              | 5            | als Rick & Lisa |
| Whenever You Need Somebody                           | 26-10-1987            | 21-11-1987            | 2(3wk)          | 9            |                 |
| When I Fall in Love / My Arms Keep Missing You       | 1987                  | 26-12-1987            | 1(2wk)          | 10           |                 |
| Together Forever                                     | 15-02-1988            | 05-03-1988            | 2               | 8            |                 |
| She Wants to Dance with Me                           | 12-09-1988            | 01-10-1988            | 3               | 10           |                 |
| Take Me to Your Heart                                | 21-11-1988            | 03-12-1988            | 11              | 11           |                 |
| Hold Me in Your Arms                                 | 26-11-1988            | 18-02-1989            | 25(2wk)         | 5            |                 |
| Cry for Help                                         | 25-03-1991            | 16-02-1991            | 5               | 11           |                 |
| Never Knew Love                                      | 24-06-1991            | 27-07-1991            | 42              | 2            |                 |
| Keep Singing                                         | 18-04-2016            | 14-05-2016            | tip25           | -            |                 |
| Beautiful Life                                       | 01-06-2018            | 16-06-2018            | tip19           | -            |                 |
| Every One of Us                                      | 2019                  | 19-10-2019            | tip27           | -            |                 |
| Love This Christmas                                  | 2020                  | 26-12-2020            | tip             | -            |                 |

### NPO Radio 2 Top 2000
| Nummer met noteringen in de NPO Radio 2 Top 2000 | '99  | '00  | '01  | '02 | '03-'08 | '09 | '10  | '11  | '12  | '13  | '14  | '15 | '16  | '17 | '18 | '19 | '20 | '21 | '22 | '23 | '24  |
| ------------------------------------------------ | ---- | ---- | ---- | --- | ------- | --- | ---- | ---- | ---- | ---- | ---- | --- | ---- | --- | --- | --- | --- | --- | --- | --- | ---- |
| Never Gonna Give You Up                          | 1535 | 1683 | 1654 | 638 | -       | 723 | 1684 | 1074 | 1272 | 1534 | 1103 | 825 | 1036 | 847 | 824 | 853 | 749 | 481 | 646 | 850 | 1084 |

1. ↑  Een '-' betekent dat het nummer niet was genoteerd en een vetgedrukt getal geeft de hoogste notering aan.